# FXYD5
FXYD5 (англ. FXYD domain containing ion transport regulator 5) – білок, який кодується однойменним геном, розташованим у людей на короткому плечі 19-ї хромосоми. Довжина поліпептидного ланцюга білка становить 178 амінокислот, а молекулярна маса — 19 472.
| 10         |  | 20         |  | 30         |  | 40         |  | 50         |
| ---------- |  | ---------- |  | ---------- |  | ---------- |  | ---------- |
| MSPSGRLCLL |  | TIVGLILPTR |  | GQTLKDTTSS |  | SSADSTIMDI |  | QVPTRAPDAV |
| YTELQPTSPT |  | PTWPADETPQ |  | PQTQTQQLEG |  | TDGPLVTDPE |  | THKSTKAAHP |
| TDDTTTLSER |  | PSPSTDVQTD |  | PQTLKPSGFH |  | EDDPFFYDEH |  | TLRKRGLLVA |
| AVLFITGIII |  | LTSGKCRQLS |  | RLCRNRCR   |  |            |  |            |

A: Аланін

C: Цистеїн

D: Аспарагінова кислота

E: Глутамінова кислота

F: Фенілаланін

G: Гліцин

H: Гістидин

I: Ізолейцин

K: Лізин

L: Лейцин

M: Метіонін

N: Аспарагін

P: Пролін

Q: Глутамін

R: Аргінін

S: Серин

T: Треонін

V: Валін

W: Триптофан

Кодований геном білок за функцією належить до іонних каналів. 
Задіяний у таких біологічних процесах, як транспорт іонів, транспорт, альтернативний сплайсинг. 
Локалізований у мембрані.